# アトラクション (遊園地)

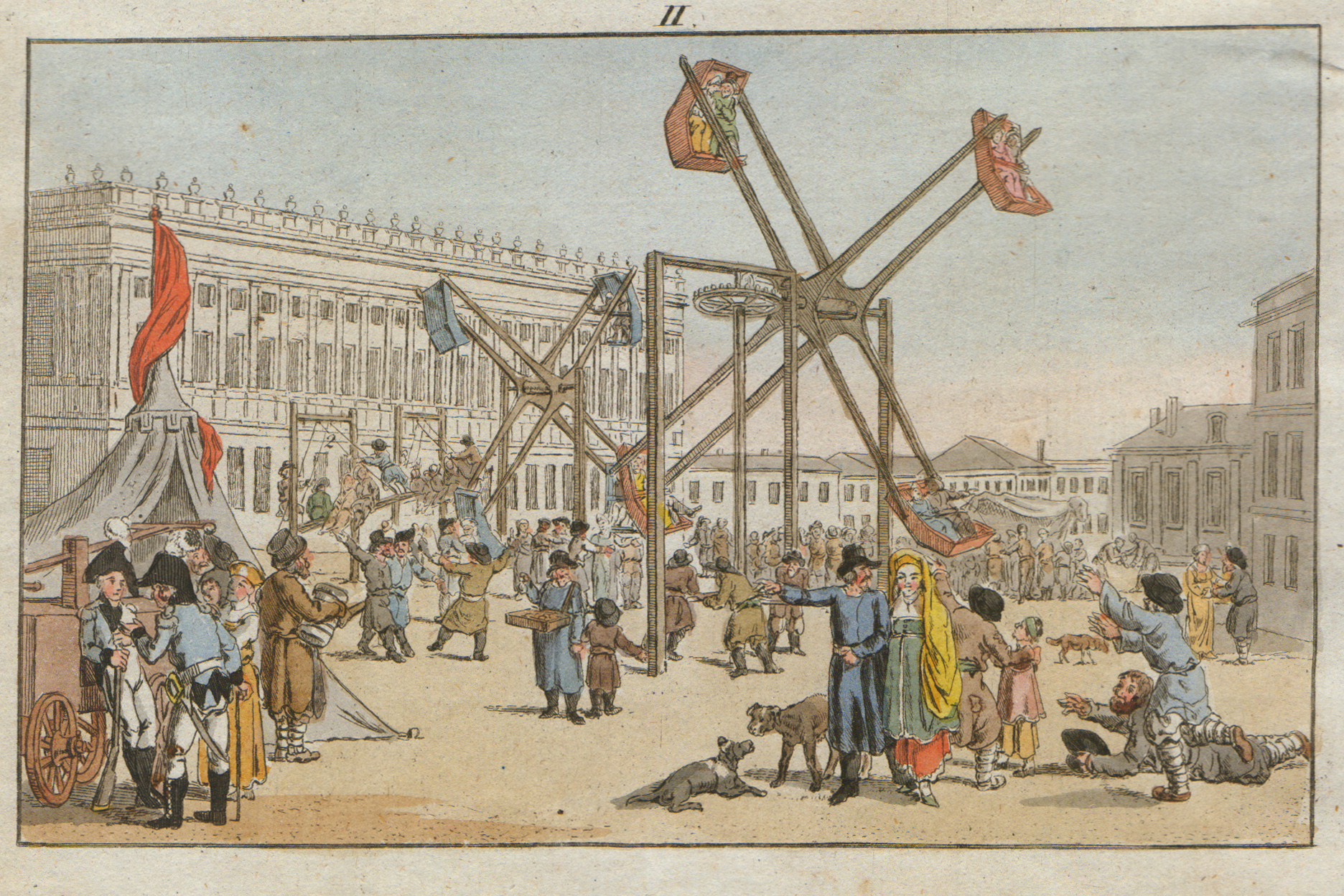
ロシアの初期の遊覧車、1807年

アトラクションは、遊園地やテーマパークの遊戯施設や出し物である。
ローラーコースターや観覧車などの特殊建築物は、建築基準法で定期検査が義務付けられている（特殊建築物定期調査・建築設備定期検査#遊戯施設参照）。
施設によっては、アトラクション利用者の便宜を図るために、ディズニー・ファストパス、シングルライダー、アトラクション交代利用、よやくのり、ユニバーサル・エクスプレス・パス、などのシステムが作られている施設がある。
アトラクションの種類と実例は次のような物がある。なお、ライドに乗りながら映像を見る物、水平軸と垂直軸の運動が組み合わさった物など、複合した物もあるが、便宜上、どこか1か所に記載した。なお、実例の中には既に終了した物もある。

## ライド・アトラクション

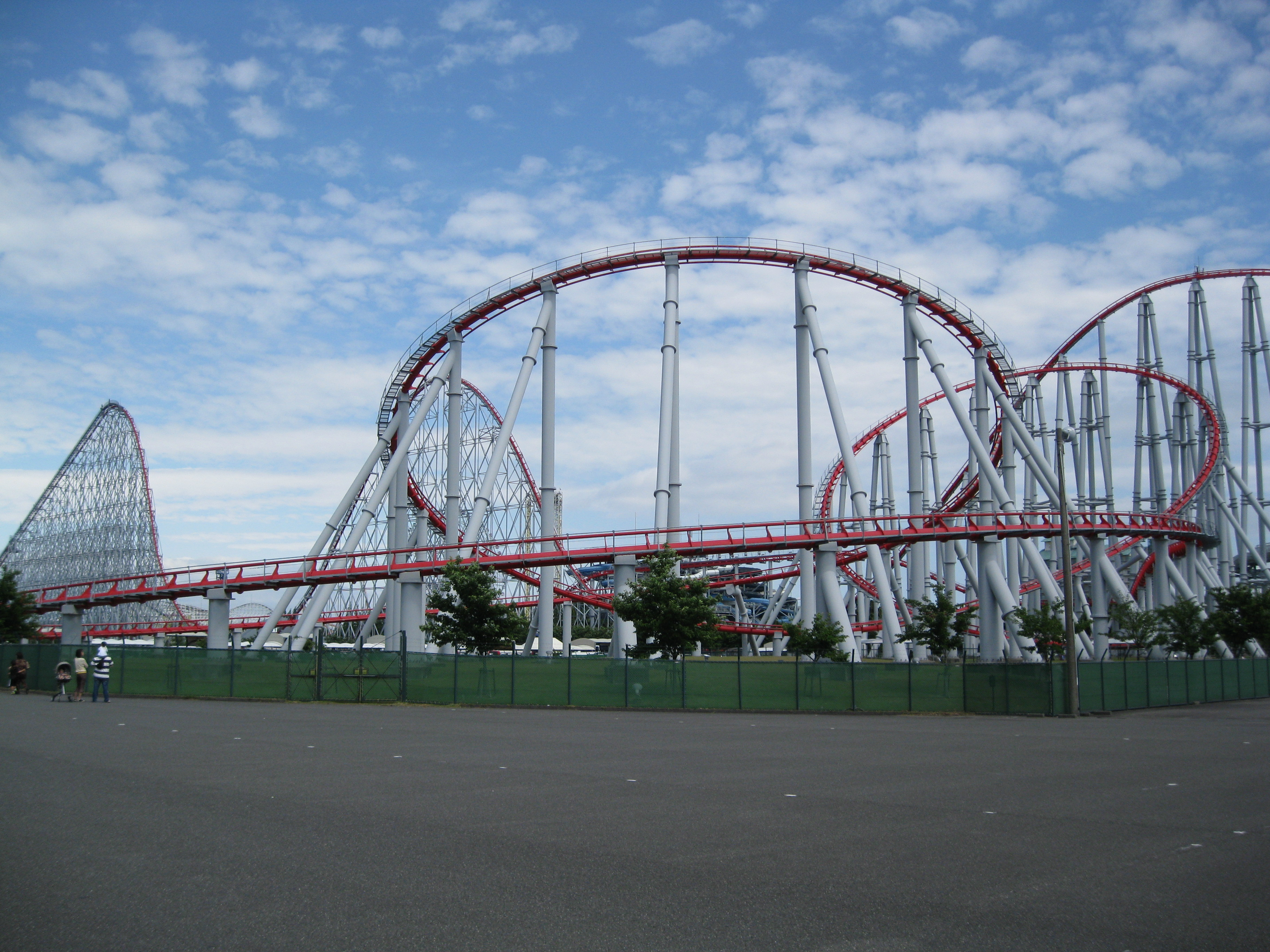
ローラーコースター・スチールドラゴン2000（ナガシマスパーランド、三重県桑名市）

ライド（ride）とは乗り物のことである。乗り物の動き自体を楽しむ物や、乗り物のコースに作られた物語のセットを見て楽しむ物などがある。

### 水平移動する乗り物
- ローラーコースター - いわゆるジェットコースター。遊園地を象徴するアトラクションの一つである。
- マッドマウス（en:Wild Mouse roller coaster） - ワイルドマウスとも。小型で細かい動きをするコースター。
  - ゴーゴースニーカー - ルスツリゾート
  - パニックドライブ - 那須ハイランドパーク
  - ダブルワイルドマウス - ナガシマスパーランド
  - クレージーマウス - ひらかたパーク
  - スピンマウス - 熊本グリーンランド
- ダークライド（en:Dark rides） - 建物の内部に作られたレールなどのコースの上を進み、周囲に作られた物語のセットなどを見る。
  - ミステリーゾーン - としまえん（閉園に伴い終了）
  - プーさんのハニーハント - 東京ディズニーランド
  - インディ・ジョーンズ・アドベンチャー - 東京ディズニーシー
  - ハリー・ポッター・アンド・ザ・フォービドゥン・ジャーニー - ユニバーサル・スタジオ・ジャパン
  - アメージング・アドベンチャー・オブ・スパイダーマン・ザ・ライド - ユニバーサル・スタジオ・ジャパン
- シューティングライド - 乗物に乗ってコースを進みながら、銃で的を撃っていく。当たった得点が表示される。
  - バズ・ライトイヤーのアストロブラスター - 東京ディズニーランド
  - トイ・ストーリー・マニア! - 東京ディズニーシー
  - 科学忍具道場 - 富士急ハイランド
  - ファイアファイア ネクスト - ラグナシア
  - エキドナの洞窟3D -よこはまコスモワールド
  - スーパー･シューティング･ライド モンスター×ヒーローズ3D - ひらかたパーク
  - ドラゴンファイター - 浜名湖パルパル
  - バットのパワークリスタルハント - 鈴鹿サーキット
  - バトルオブアビス - はい!からっと横丁
  - サファリ - ルスツリゾート
- ゴーカート（en:Go-kart）
  - グランドサーキット・レースウェイ - 東京ディズニーランド（2017年1月11日終了）
- ミニSL･ミニトレイン - 出発地と到着地を兼ねた駅を発着し環状の線路を周遊するものや、園内の移動のため駅と駅を繋ぐものがある。
- ロードトレイン (遊具)
  - ロードトレイン - ルスツリゾート、奥日立きららの里、グリーンランド (遊園地)

### ウォーターライド

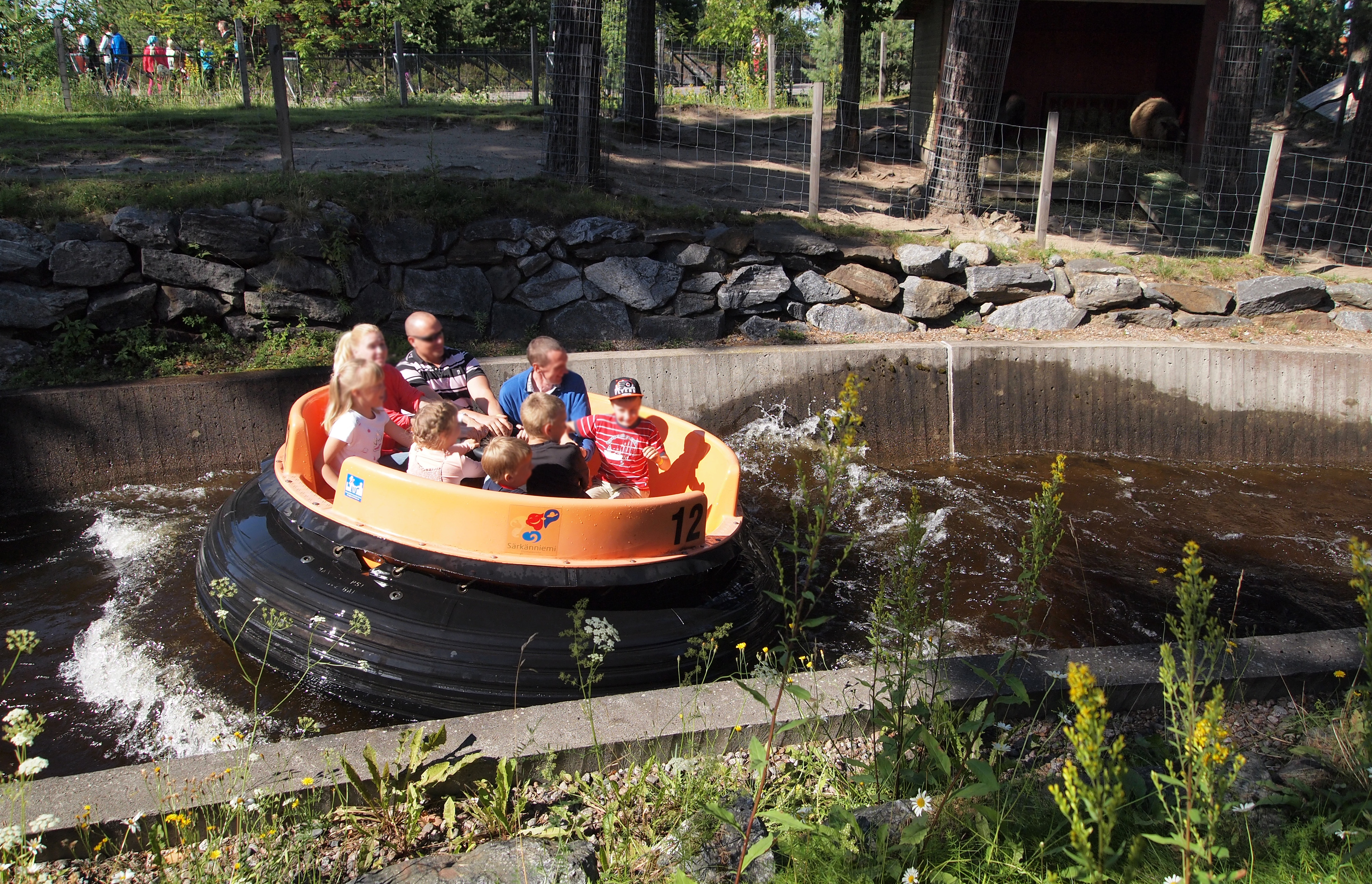
フィンランド、タンペレのサルカンニエミ遊園地での急流乗り物 (コスキセイッカイル) 、2013年

ウォーターライドとは、水の上で移動する乗り物である。
- ウォーターシュート（en:Shoot the Chute）
  - ウォーターシュート - としまえん（終了）、西武園ゆうえんち（1951年 - 1992年）、横浜・八景島シーパラダイス（1993年 - 2005年）
  - スプラッシュート - 横浜・八景島シーパラダイス
  - シュート・ザ・シュート - ナガシマスパーランド
  - クール・ジャッパーン - 富士急ハイランド
  - スプラッシュ - グリーンランド (遊園地)
  - ジュラシックパーク・ザ・ライド - ユニバーサル・スタジオ・ジャパン
  - スプラッシュ・マウンテン - 東京ディズニーランド
- 急流すべり（en:Log flume (ride)）
  - 急流すべり「クリフ・ドロップ」 - よこはまコスモワールド
  - 急流すべり「ドン・ブラーコ」 - 浜名湖パルパル
  - フリュームライド - としまえん（閉園に伴い終了）
  - スプラッシュモンセラー - 志摩スペイン村
- 激流下り（en:River rapids ride）
  - ナガシマスカ - 富士急ハイランド
  - アクアライドII〜宝探しの大冒険〜 - 横浜・八景島シーパラダイス
  - リバーアドベンチャー - 那須ハイランドパーク
  - トロールパニック パチャンガ - ひらかたパーク
  - レジェンド･オブ･ラビリンス - ラグナシア
  - グリズリー・リバー・ラン - ディズニー・カリフォルニア・アドベンチャー
  - ロアリング・ラピッド - 上海ディズニーランド
- ウォータースライダー
  - ペパーミント パティのスタント・スライド - ユニバーサル・スタジオ・ジャパン（2013年9月8日終了）
- ボートライド
  - カリブの海賊 - 東京ディズニーランド
  - イッツ・ア・スモールワールド - 東京ディズニーランド
  - シンドバッド・ストーリーブック・ヴォヤッジ - 東京ディズニーシー
  - アナとエルサのフローズンジャーニー - 東京ディズニーシー
  - ラプンツェルのランタンフェスティバル - 東京ディズニーシー
  - サンリオキャラクターボートライド - サンリオピューロランド

### 垂直運動する乗り物

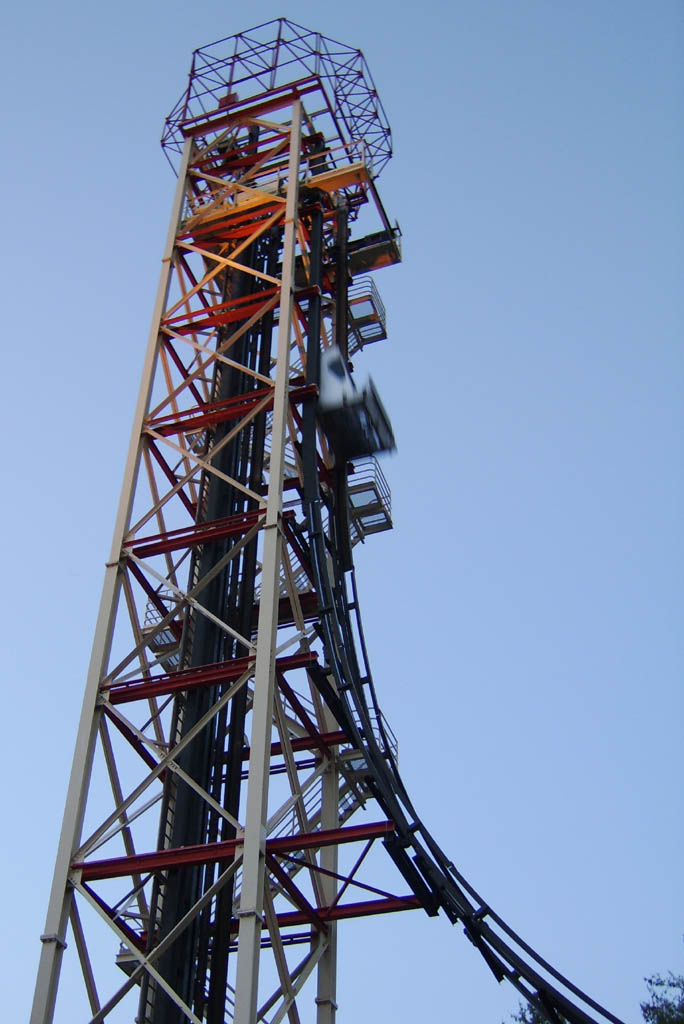
フリーフォール:（撤去済み）以前シックス・フラッグス・オーバー・ジョージアにあったもの

- フリーフォール - 垂直に自由落下している途中で円弧に沿って水平に向きが変わり停止する。
  - フリーフォール - ルスツリゾート、東京サマーランド（1986年 -2019年）、ナガシマスパーランド、姫路セントラルパーク
- ドロップタワー - 垂直に自由落下して途中でブレーキがかかり垂直のまま停止する。
  - ブルーフォール - 横浜・八景島シーパラダイス
- スペースショット - 外見はドロップタワーのような形だが、下から上に打ち上げて高速で上昇し強いGがかかる。
  - スペースショット - ルスツリゾート、那須ハイランドパーク、浅草花やしき、ナガシマスパーランド
  - クレージーヒュー - よみうりランド
- ターボドロップ（en:Turbo Drop） - 外見はドロップタワーのような形だが、自由落下以上の速さで落下しマイナスGがかかる。
  - クレージーストン - よみうりランド
  - レッドタワー - 富士急ハイランド
  - ターボドロップ - 鷲羽山ハイランド
- フロッグホッパー - 子供向け、何回も上下する、高さはあまり高くない。
  - フロッグホッパー - よみうりランド、としまえん、那須ハイランドパーク
  - フロッグジャンピング - 恵那峡ワンダーランド、手取フィッシュランド
  - ぴょんぴょん - 浅草花やしき
  - キッズハッカー - 東京ドームシティアトラクションズ
  - ハッピーカンガルー - 生駒山上遊園地、日本モンキーパーク
  - ウィザードのまじかるジャンピン - ひらかたパーク
  - ケロヨンジャンプ-ナガシマスパーランド
- パラシュートタワー（en:Parachute Jump）
  - パラシュートタワー - 浜名湖パルパル、
  - バルーンタワー - グリーンランド (遊園地)
  - スカイバルーン - 那須ハイランドパーク
  - スカイフラワー - 東京ドームシティアトラクションズ
  - ジャンピン・ジェリーフィッシュ - 東京ディズニーシー

### 垂直軸の周りを回転する乗り物

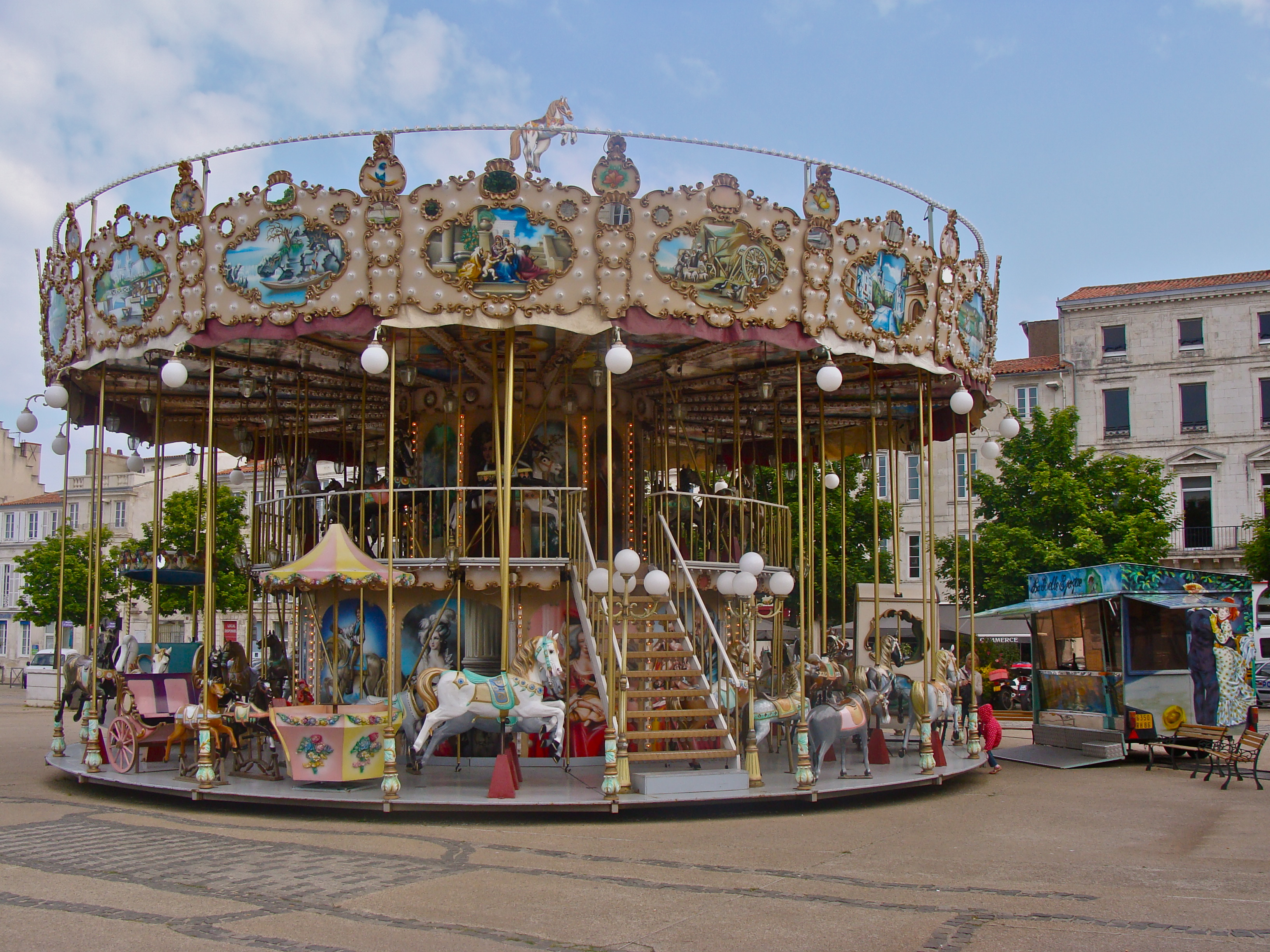
メリーゴーラウンド（フランス、ラ・ロシェル）

- メリーゴーラウンド
- コーヒーカップ (遊具)
- ブレイクダンス（en:Breakdance (ride)） - コーヒーカップと似ているが土台が傾いていて、不規則に回転する
  - ブレイクダンス - としまえん
- 回転ブランコ
  - チェーンタワー
  - ウェーブ・スインガー
  - 鉄骨番長 - 富士急ハイランド
  - スターフライヤー - ナガシマスパーランド
  - スターフライヤー悟空 - 熊本グリーンランド
- スカイローラー
  - テンテコマイ - 富士急ハイランド
- スカイフライ
  - 極楽パイロット - さがみ湖MORI MORI
  - フライング・ニンジャゴー - レゴランド・ジャパン
- 飛行塔 - ゴンドラが吊るされ回転する。
  - 飛行塔 - 生駒山上遊園地、神戸市立王子動物園
  - コスモタワー - 北海道グリーンランド
- 空中旋回型の遊具 - 中心軸から放射状に伸びた腕の先についた乗り物が、空中で旋回する。ライドに付いているレバーで上下に動かせる。
  - レッドバロン - 横浜・八景島シーパラダイス、浜名湖パルパル、ナガシマスパーランド
  - キッズパイロット - ラグナシア
  - 空飛ぶダンボ - 東京ディズニーランド
  - スタージェット  - 東京ディズニーランド
  - ジャスミンのフライングカーペット - 東京ディズニーシー
  - フライングスヌーピー - ユニバーサル・スタジオ・ジャパン
  - カイ・スカイ・マスター - レゴランド・ジャパン
- スイングアラウンド（en:Swing Around）アームでぶら下げられたゴンドラが回転しながら左右に大きく揺れる
  - スイングアラウンド - としまえん、ルスツリゾート、ナガシマスパーランド
  - スーパースイング - 恵那峡ワンダーランド
  - アストロスインガー - 手取フィッシュランド
- ロックンロール (遊具) - 車輪のような乗り物の中に乗り、円周上を回転しながら、自分も転がるように回転する
  - ロックンロール - ナガシマスパーランド
  - ツイスター - ルスツリゾート
  - リトルスター - 浅草花やしき
  - ロイド・スピン術・スピナー - レゴランド・ジャパン
- パラトルーパー（en:Paratrooper (ride)） - 「空挺兵」という意味。回転軸が45度くらい傾く。
  - パラトルーパー - ナガシマスパーランド、八木山ベニーランド、妙高サンシャインランド
  - パディントン ベアのスカイパラソル - さがみ湖MORI MORI
- エンタープライズ (遊具)（en:Enterprise (ride)） - 最初は水平な円周上にぶら下がったゴンドラが回転するが、軸が立ち上がって観覧車のようになる。上で逆さまになる。
  - エンタープライズ - としまえん、後楽園ゆうえんち（全て終了）
  - スーパープラネット - よこはまコスモワールド
  - ヘリオス - 姫路セントラルパーク
- ワイルドストーム - エンタープライズと似ているが、ゴンドラではなくブランコ。左右に大きく揺れる。
  - ワイルドストーム - 浜名湖パルパル
  - ワイルドストーム - スカイランドいこま（営業終了）
  - ハートビート - ルスツリゾート
  - パラボ！ - 那須ハイランドパーク
  - 雷様ストーム - とちのきファミリーランド
  - ファルコン - ヒルゼン高原センター・ジョイフルパーク
  - ジャイロストーム - グリーンランド (遊園地)
- オクトパス（en:Octopus (ride)） - 中心の回転軸から伸びた腕の先に別の回転軸があり、その先に乗り物があり、乗り物自体も腕に対して回転する。
  - オクトパス - 横浜・八景島シーパラダイス
  - オクトパス・アドベンチャー - 西武園ゆうえんち
  - モンスター - ルスツリゾート
- トロイカ (遊具)（en:Troika (ride)） - オクトパスと似ているが大きく傾く。乗り物自体は腕に対して回転しない。
  - トロイカ - としまえん、ナガシマスパーランド（全て終了）
  - 凄腕 - 富士急ハイランド（終了）
- コンドル (遊具)（en:Condor (ride)） - オクトパスと似ているが中心軸がタワーになっていて高く上昇する。乗り物自体は腕に対して回転しない。
  - コンドル - 横浜ドリームランド、神戸ポートピアランド
  - イーグル - としまえん
  - スーパーシャトル - 後楽園ゆうえんち
- バルーンレース（en:Balloon Race (ride)） - 気球型のゴンドラが回転する
  - バルーンレース - 浜名湖パルパル、ナガシマスパーランド、八木山ベニーランド
  - バルーン - 後楽園ゆうえんち
  - バルーンフライト - 西武園ゆうえんち
  - ブローフィッシュ・バルーンレース - 東京ディズニーシー
  - アミーゴバルーン - 志摩スペイン村
  - バルーンレース8 - おびひろ動物園
- ローター (遊具)（en:Rotor (ride)） - 脱水機が大きくなったような円筒の中に入り、回転すると遠心力で壁に押し付けられて、床が下がっても体が貼り付いたままになる。
  - ローター - 後楽園ゆうえんち（終了）、奈良ドリームランド（終了）
- ラウンドアップ (遊具)（en:Round Up (ride)）
  - ラウンドアップ - 西武園ゆうえんち（1966年 - 1984年）、としまえん（終了）、よみうりランド（終了）
- ミュージックエキスプレス（en:Music Express） - 波状レールをアップダウンしながら高速回転する。
  - スカットルのスクーター - 東京ディズニーシー
  - ミュージックエキスプレス - 東武動物公園、ルスツリゾート、生駒山上遊園地
  - ブルームエクスプレス - 東京ドームシティアトラクションズ
  - ラブエクスプレス - 東京サマーランド

### 水平軸の周りを回転したり振り子運動する乗り物
- 観覧車
- ペンデュラム・ライド
- バイキング (アトラクション)

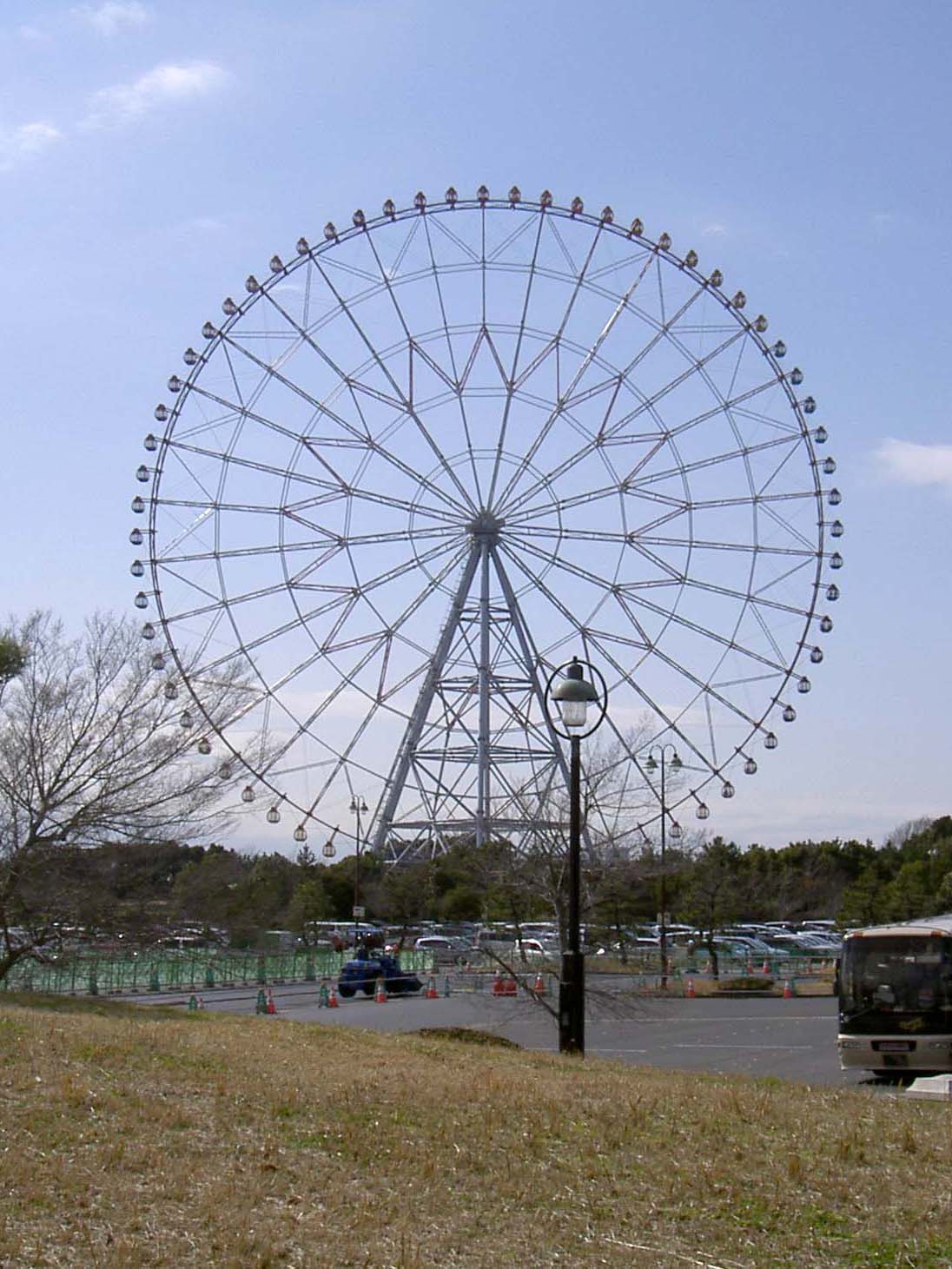
ダイヤと花の大観覧車（葛西臨海公園、東京都江戸川区）

  - バイキング - 西武園ゆうえんち、ナガシマスパーランド
  - 海賊船パイラット - 八木山ベニーランド
  - スーパーバウンティ - 東京サマーランド
  - ジャンボバイキング - ナガシマスパーランド
  - スーパーバイキング - 那須ハイランドパーク
  - スーパーバイキング ソラブネ - 東京ドームシティアトラクションズ
  - フライングパイレーツ - としまえん
- ロッキンタグ（en:Rockin' Tug） - 振り子運動しながら回転する。
  - ロッキンタグ - としまえん、八木山ベニーランド
  - スピンボート - ナガシマスパーランド
  - スピン・ディンギー - 東京サマーランド
  - GO!GO!バルストロード - 富士急ハイランド
  - エルモのゴーゴー・スケートボード - ユニバーサル・スタジオ・ジャパン
  - アンカー・アウェイ！ - レゴランド・ジャパン
- ディスク・オー
  - ディスク・オー - 浅草花やしき
  - ぐるぐる王 - ひらかたパーク
  - メガ・ディスク・オー
  - ハシビロGO! - よみうりランド
- フリスビー (遊具)（en:Frisbee (ride)） - アームに円盤が付けられ、円周上に並んだ座席が回転しながら、振り子運動する。
  - トンデミーナ - 富士急ハイランド
  - フリスビー - ナガシマスパーランド - 座席内向き
  - ジャイアントフリスビー - ナガシマスパーランド - 座席外向き
- レンジャー (遊具)（en:Ranger (ride)） - 最初はバイキングのように振り子運動しているが、だんだん振幅が大きくなって回転する。同様の物にルーピングスターシップ（en:Looping Starship）やカミカゼ（en:Kamikaze (ride)）など様々な名前の物がある。
  - スペースシャトル - ナガシマスパーランド
  - ルーピングスターシップ - よみうりランド、西武線ゆうえんち（終了）、東京サマーランド（終了）、近鉄あやめ池遊園地（終了）
  - スーパートマホーク - 那須ハイランドパーク（終了）、妙高サンシャインランド（終了）
  - ツインハリケーン - 後楽園ゆうえんち（終了）
  - パニックロック - 富士急ハイランド
  - ジャイアントハンマー - みろくの里
- スクリーミング・スイング（en:Screamin' Swing） - 座席が背中合わせのブランコが大きくスイングする。
  - 大空天国 - さがみ湖MORI MORI
- フライングカーペット（en:Ali Baba (ride)） - 細長いゴンドラが水平のまま、座席の短辺方向の水平軸の周りを振り子運動や回転をする。
  - フライングカーペット - ナガシマスパーランド、としまえん、ルスツリゾート、スカイランドいこま
  - 空飛ぶじゅうたん - 西武園ゆうえんち
  - ダビンチの振り子 - 城島高原パーク
- トップスピン（en:Top Spin (ride)） - 横に並んだ座席が、座席の長辺方向の水平軸で回転しながら、さらに左右のアームで支えられた別の水平軸で回転する。
  - トップスピン - としまえん、後楽園ゆうえんち、横浜ドリームランド、ナガシマスパーランド（全て終了）
  - トップスピンジェットウォーター - エキスポランド（終了）
  - トップスピン2 - 八木山ベニーランド（終了）
  - トップガン - ルスツリゾート、那須ハイランドパーク（全て終了）
  - ルナスウィング - スペースワールド（終了）

### 子供向け乗り物
- マジックバイク - 旋回しながら、ペダルを漕ぐと上昇する乗り物。
  - マジックバイク - ナガシマスパーランド
  - バタフライダー - 横浜・八景島シーパラダイス
  - シラサギ - 浅草花やしき
  - くるくるコンパス - よみうりランド
- ウォーターショット - 水鉄砲で的を撃ち抜く乗り物。
  - ウォーターショット - ナガシマスパーランド
  - スナッピー - としまえん
  - バブルシューティング - 横浜・八景島シーパラダイス
  - しゅつどう！パディントン消防隊 - さがみ湖MORI MORI
- ブランブラン - 背中合わせのブランコが小さくスイングする。
  - ブランブラン - ナガシマスパーランド、ひらかたパーク

### 幼児向け乗り物
- メロディペット - 幼児1人用で、動物などの形をしていて、背中にまたがり、メロディを流しながら非常にゆっくりと進む。
- ムーバー（en:Kiddie ride） - 幼児1人用で、電車、自動車、馬、ヒーローなどの形をしていて、その場でゆらゆら揺れる。

## ウォークスルー・アトラクション

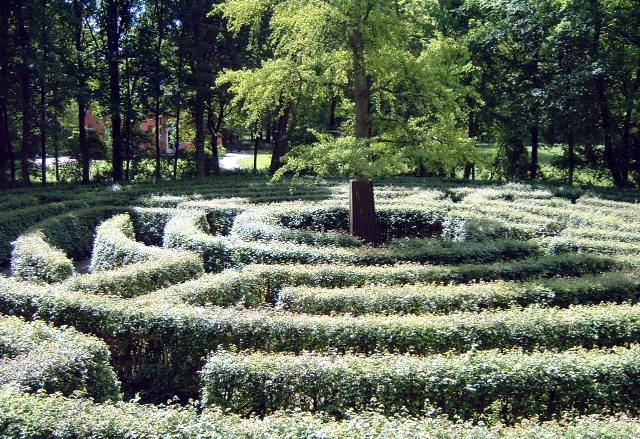
迷路園:ドイツ・アシャッフェンブルク近くのシェーンブッシュ公園

ゲスト自身が展示物の中を歩いて進むアトラクション。
- お化け屋敷
- 迷路
  - アリスの不思議なラビリンス - ディズニーランド・パリ
- びっくりハウス
  - ビックリハウス - 浅草花やしき
- ミラーハウス（en:House of mirrors）
  - としまえん
  - ルスツリゾート
  - 北海道グリーンランド（クリスタルハウス・海中さんぽ）
  - 東山動植物園
  - 平川動物公園
- 脱出系
  - 絶望要塞 - 富士急ハイランド
- 強要型 - ゲストが不快な行為を強要させられるもの。
  - トラウマ～最恐実験病棟～ - ユニバーサル・スタジオ・ジャパン（2015年）
- その他
  - シンデレラのフェアリーテイル・ホール - 東京ディズニーランド
  - ミニーの家 - 東京ディズニーランド

## ショー・アトラクション

### ライブショー
- ドラマ
  - ウォーターワールド - ユニバーサル・スタジオ・ジャパン
- ミュージカル
  - ウィケッド (アトラクション) - ユニバーサル・スタジオ・ジャパン（2006-2011年）
  - アウト・オブ・シャドウランド - 東京ディズニーシー
- コンサート
  - ビッグバンドビート - 東京ディズニーシー
  - ユニバーサル・モンスター・ライブ・ロックンロールショー - ユニバーサル・スタジオ・ジャパン
- ダンス
- アクロバット
  - ソルシエ - ユニバーサル・スタジオ・ジャパン（2006-2007年）
- 水上ショー
  - ファンタズミック! - 東京ディズニーシー
  - ハリウッド・マジック - ユニバーサル・スタジオ・ジャパン（2005年10月23日終了）
- トーク・ショー
  - タートル・トーク - 東京ディズニーシー
- ショー・レストラン
  - ダイヤモンドホースシュー - 東京ディズニーランド
- パレード
  - 東京ディズニーランド・エレクトリカルパレード・ドリームライツ
  - マジカル・スターライト・パレード - ユニバーサル・スタジオ・ジャパン（2009-2016年）
- グリーティング
  - ミッキーの家とミート・ミッキー - 東京ディズニーランド
  - ハローキティのリボンコレクション - ユニバーサル・スタジオ・ジャパン
- 特殊効果
  - バックドラフト - ユニバーサル・スタジオ・ジャパン

### 動物のショー
- イルカショー
- アシカ#アシカショー
  - 鴨川シーワールド
  - アドベンチャーワールド
  - よみうりランド
- その他

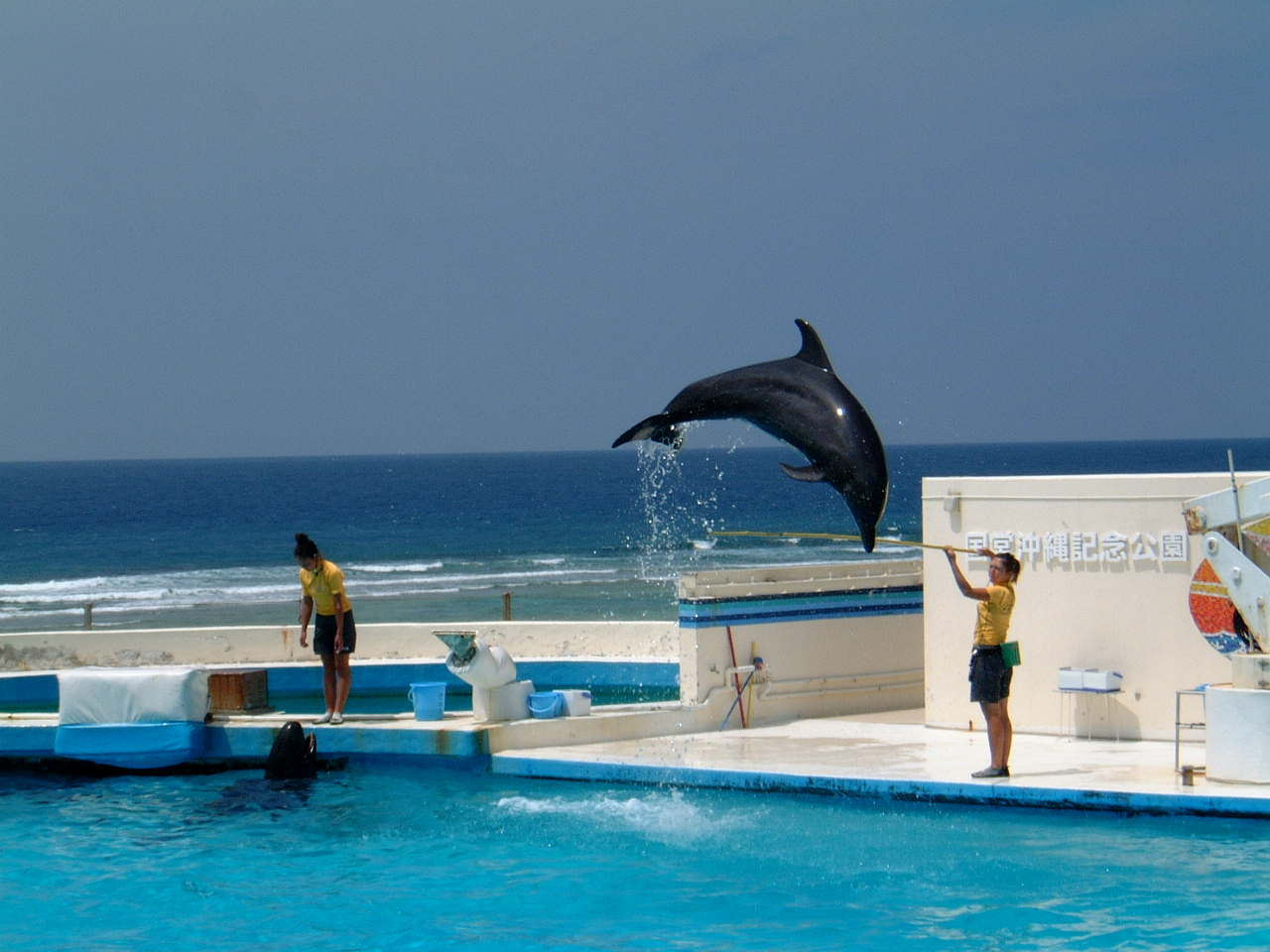
イルカショー:沖縄美ら海水族館にて

  - アニマル・アクターズ・ステージ - ユニバーサル・スタジオ・ジャパン（2006年5月7日終了）

### 映像等
- 4D映画

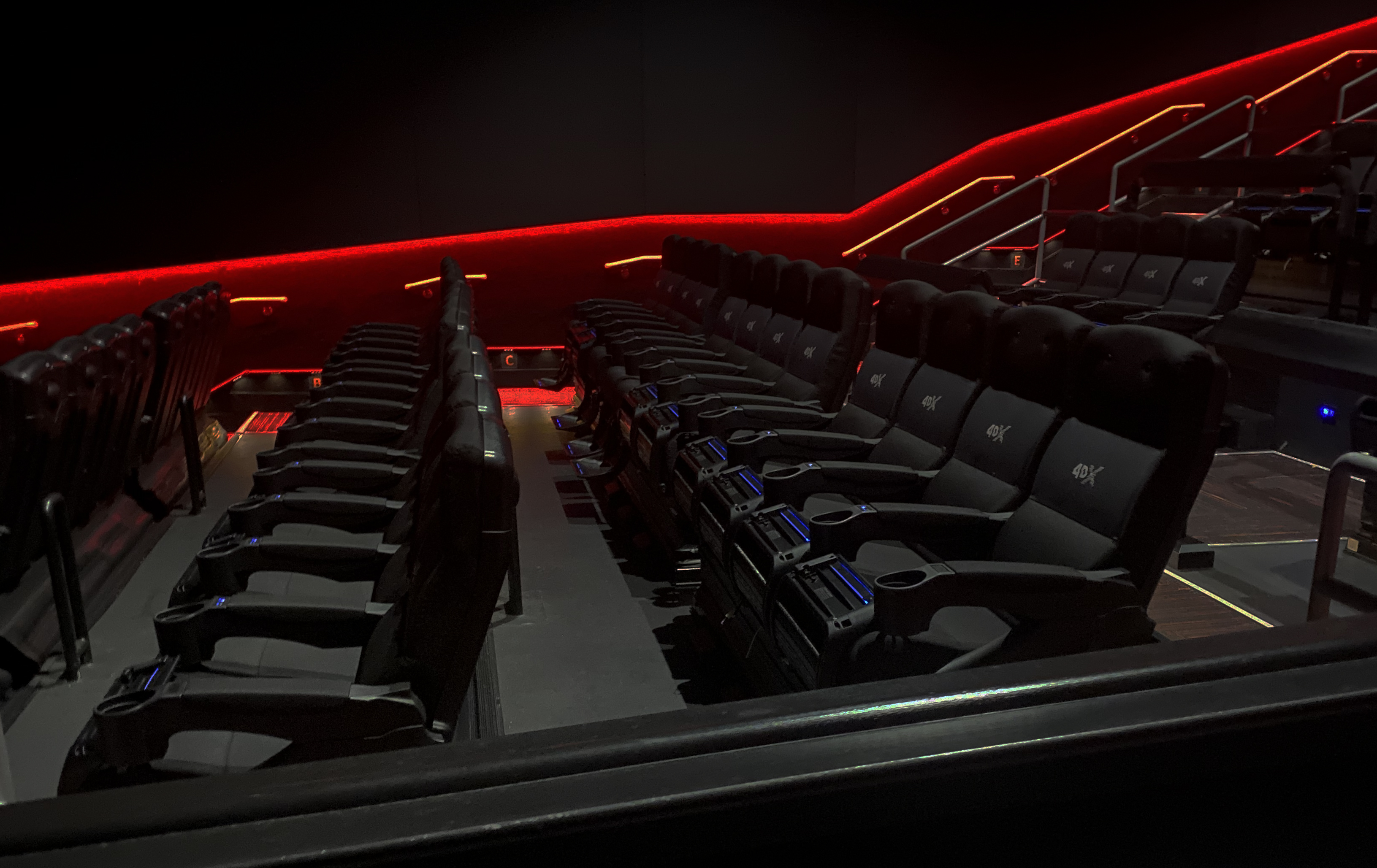
4D"映画"の座席

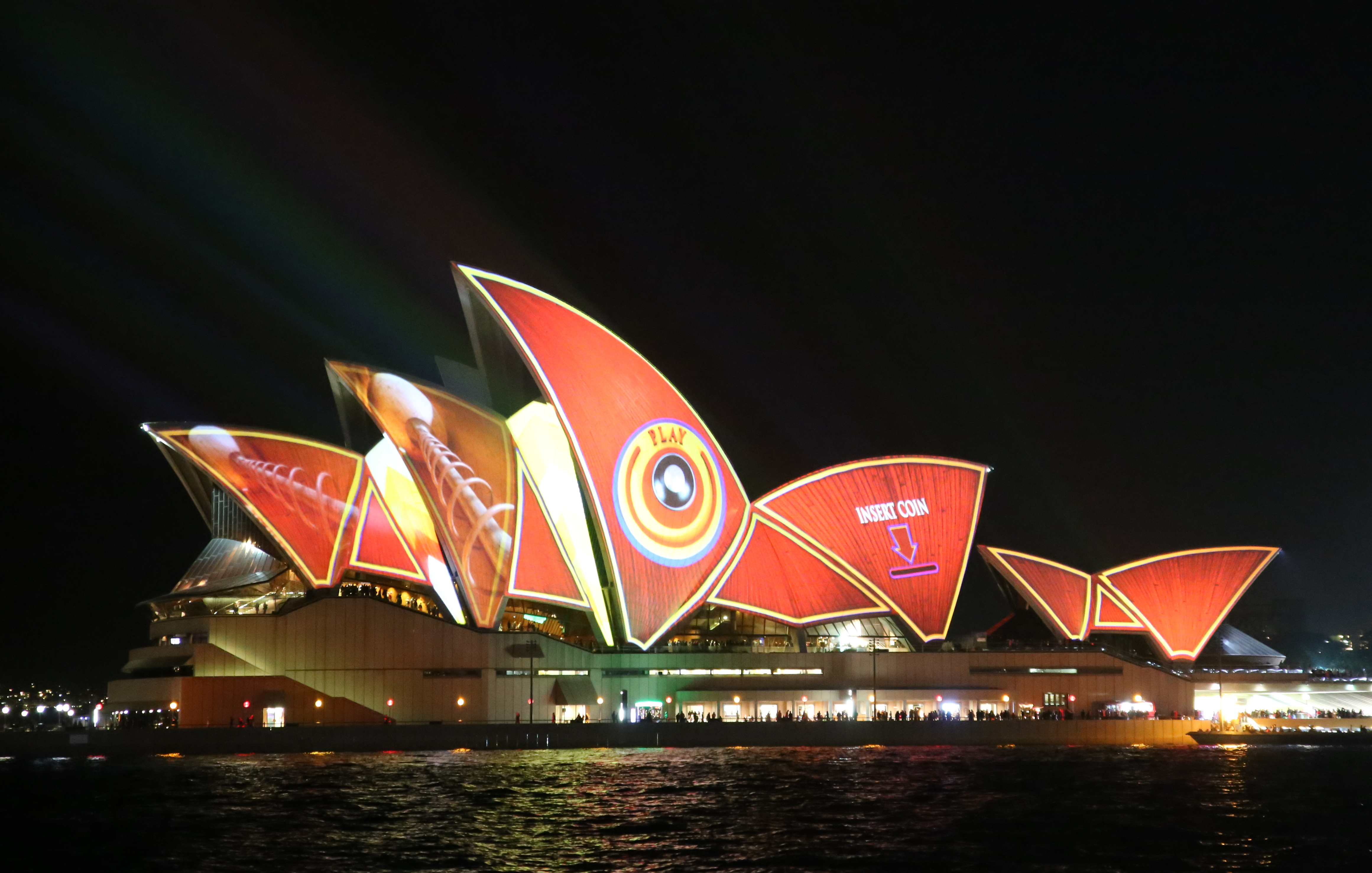
プロジェクションマッピングがシドニー・オペラハウスになされた模様。

  - ミッキーのフィルハーマジック - 東京ディズニーランド
  - セサミストリート 4-D ムービーマジック - ユニバーサル・スタジオ・ジャパン
- シュレック4-Dアドベンチャー - ユニバーサル・スタジオ・ジャパン
- シミュレーターライド（en:Simulator ride） - 乗り物に乗って映像を見る物
  - スター・ツアーズ - 東京ディズニーランド
  - ソアリン：ファンタスティック・フライト - 東京ディズニーシー
  - ミニオン・ハチャメチャ・ライド - ユニバーサル・スタジオ・ジャパン
  - 富士飛行社 - 富士急ハイランド
  - ゴジラ・ザ・ライド - 西武園ゆうえんち
  - アイアンマン・エクスペリエンス - 香港ディズニーランド
- バーチャルリアリティ
  - XRライドシリーズ - ユニバーサル・スタジオ・ジャパン
  - ほぼドドンパ、ほぼFUJIYAMA - 富士急ハイランド
  - 幻影劇場 - 富士急ハイランド
  - VRアドベンチャー - ラグーナテンボス
  - VRの館 - ハウステンボス
  - VRジェットコースター☆GALAXY -レオマワールド
- 拡張現実(HADO) - ディスプレイを装着し、現実空間と仮想空間を調合をさせる。
  - DUNGEON OF DARKNESS 〜闇の迷宮〜 /サモナーバトル -ハウステンボス
  - HADO World (HADO Monster Battle / HADO Shoot! / HADOカート･ゴーストバトル) - ラグーナテンボス
  - HADO - レオマワールド
- プロジェクションマッピング
  - ワンス・アポン・ア・タイム - 東京ディズニーランド（2014 - 2017年）
  - 天使のくれた奇跡 - ユニバーサル・スタジオ・ジャパン（2008年 - ）
  - KAMORI WONDER LIGHTS -生命の大地..北海道 - ルスツリゾート（2018年 - ）
- 花火
  - ハピネス・オン・ハイ - 東京ディズニーリゾート
- オーディオアニマトロニクス
  - 魅惑のチキルーム - 東京ディズニーランド
  - キッチンミュージカル - ルスツリゾート

## ゲスト自身が行動して遊ぶもの
- ライブRPG
  - マジクエスト - ラグナシア
- 射的
  - ウエスタンランド・シューティングギャラリー - 東京ディズニーランド
  - シューティングギャラリー - ナガシマスパーランド
- プレイグラウンド - 主に子供用の遊び場
  - アリエルのプレイグラウンド
- フィールドアスレチック
  - 天空の城 - ハウステンボス
- カヌー
  - ビーバーブラザーズのカヌー探険 - 東京ディズニーランド
- バンジージャンプ
  - バンジージャンプ - よみうりランド
- サイクルモノレール - 空中のレールの上をペダルをこいで進む
  - スカイサイクル - 鷲羽山ハイランド、富士急ハイランド
  - サイクルモノレール - ひらかたパーク、よこはまコスモワールド
  - VRスカイサイクル - 那須ハイランドパーク（2019.3.20 - ）

## メーカー
アトラクション設備の製造会社には以下のような会社がある。
- 三精テクノロジーズ
  - en:S&S - Sansei Technologies
- 泉陽興業
- 岡本製作所
- サノヤス・ライド（サノヤスホールディングス）
- 豊永産業[1]
- トーゴ (エレメカ・コースターメーカー)（2004年1月19日経営破綻）
- インタミン
- アントン・シュワルツコフ
- meleap
- en:Bolliger & Mabillard
- fr:Moser's Rides
- en:Gerstlauer
- en:HUSS Park Attractions
- en:Mack Rides
- en:Vekoma
- en:Zamperla

テーマパーク自身がアトラクションを開発している場合もある。
- ウォルト・ディズニー・イマジニアリング
- en:Universal Creative